# Lemuriatyphlops domerguei
Espèce
Synonymes
- Typhlops domerguei Roux-Estève, 1980
- Madatyphlops domerguei (Roux-Estève, 1980)

Statut de conservation UICN

 DD  : Données insuffisantes
Lemuriatyphlops domerguei est une espèce de serpents de la famille des Typhlopidae. 

## Répartition
Cette espèce est endémique de Madagascar.

## Étymologie
Cette espèce est nommée en l'honneur de Charles Domergue (1914-2008), herpétologiste français.

## Publication originale
- Roux-Estève, 1980 : Une nouvelle espèce de Typhlopidae (Serpentes) du Centre-Est de Madagascar : Typhlops domerguei. Bulletin du Muséum National d'Histoire Naturelle de Paris, sér. 2, vol. 1, p. 321-323.